# August in March
August in March ist ein Jazzalbum des Trios Ember um Caleb Wheeler Curtis. Die am 3. Dezember 2022 im Samurai Hotel Recording Studio in Astoria, New York City, entstandenen Aufnahmen erschienen 2023 auf Imani Records.

## Hintergrund
Das Trio Ember besteht aus dem Saxophonisten und Trompeter Caleb Wheeler Curtis, dem Bassisten Noah Garabedian und dem Schlagzeuger Vincent Sperrazza. Unter diesem Namen erschienen mehrere Veröffentlichungen auf dem Label Posi-Tone Records. Ihr Debütalbum von 2018, bevor sie unter dem Namen Ember auftraten, wurde als „Curtis + Garabedian + Sperrazza“ beim Label New Year veröffentlicht, dem 2021 No One Is Any One folgte, zu dem sich Labelinhaber und Pianist Orrin Evans gesellte. Ihre dritte Veröffentlichung August in March stellt eine Premiere für Curtis dar, der lange Zeit nur als Saxophonist bekannt war, da er nun neben dem Stritch (ein Alt- in der Form eines Sopransaxophons, das meist mit dem 1977 verstorbenen Rahsaan Roland Kirk in Verbindung gebracht wird) auch Trompete und (wie zuvor Eddie Harris) eine Trompete mit Saxophonmundstück spielt.
Das Album enthält elf Kompositionen, vier von Curtis, jeweils drei von Garabedian und Sperrazza und eine von allen dreien.

## Titelliste
- Ember – August in March (Imani Records)[1]

1. Suspense (Caleb Wheeler Curtis) 4:34
2. Snake Tune (Noah Garabedian) 6:15
3. Frank in the Morning (Vincent Sperrazza) 4:02
4. August in March (Noah Garabedian) 3:54
5. Angular Saxon (Vincent Sperrazza) 4:21
6. No Signal (Caleb Wheeler Curtis, Noah Garabedian, Vincent Sperrazza) 2:08
7. Easy Win (Noah Garabedian) 2:31
8. Sink and Swim (Caleb Wheeler Curtis) 5:03
9. Flotation Device and the Shivers (Caleb Wheeler Curtis) 6:03
10. Break Tune (Caleb Wheeler Curtis) 3:39
11. Sam Cooke (Vincent Sperrazza) 3:25

## Rezeption
Es gebe nicht so viele Musiker, die zwischen Trompete und Saxophon hin und her wechseln würden, schrieb Phil Freeman in Stereogum/Ugly Beauty. Ornette Coleman habe dies berühmt gemacht; heutzutage täten es Daniel Carter und Joe McPhee, aber sie seien seltene Ausnahmen von der Norm, und Caleb Wheeler Curtis sei ein weiterer Spieler, der auf diese Weise [das Instrumentarium] verdoppele. Normalerweise spiele Curtis Altsaxophon, aber hier Stritch. In seinen Händen habe es einen warmen Klang mit einer nur leichten orientalischen Note, und in „Angular Saxon“ lege er richtig los, während der Bassist und der Schlagzeuger hinter ihm rattern und pochen würden. Dieses Stück – nicht das Album als Ganzes, sondern dieser eine Titel – erinnere den Autoren an Branford Marsalis’ Trio-CD The Dark Keys, die zunächst abweisend wirke, sich aber öffne, wenn man sie ein paar Mal anhört. Das Gleiche passiere hier.

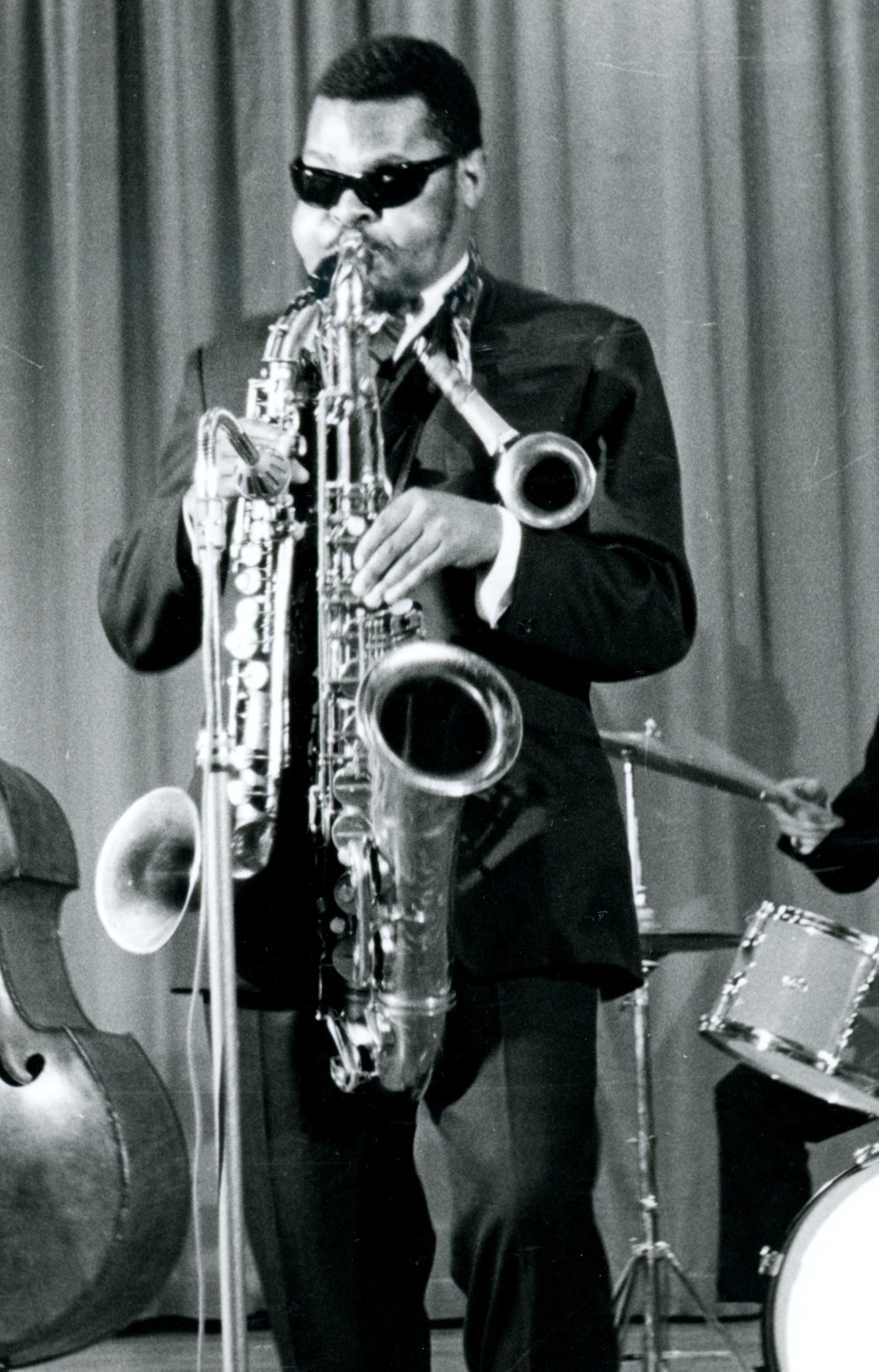
Roland Kirk bei einem Auftritt in Brüssel 1963

Ember sei im wahrsten Sinne des Wortes ein nicht-hierarchisches Kollektiv, schrieb Jim Hynes (Making a Scene). So sei jedes Mitglied auch ein Bandleader, Mitarbeiter und Katalysator in den lebendigen kreativen Musikszenen von Manhattan, Brooklyn und (im Fall von Curtis) auch Philadelphia. Ihre Musik finde eine Balance zwischen komponierter Musik, lockerer Organisation mit Improvisation und völlig freier Form. Die Musiker würden ständig das breite Spektrum des Jazz erforschen, von traditionell bis avantgardistisch und darüber hinaus. Ehrlich gesagt seien die Klangfarben oft so ähnlich, dass es schwierig ist, zwischen den dreien zu unterscheiden. Der Begriff „Ember“ (deutsch glühende Asche) passe gut zu diesem Trio, da sie nahtlos von brodelnden, schwelenden Sequenzen zu verbrennenden weißen Hitzewallungen übergehen würden.
Nach Ansicht von Troy Dostert, der das Album in All About Jazz rezensierte, sind die Höhepunkte des Albums die Momente, in denen die Gruppe ihren kollektiven Geist finde und Stücke erarbeite, die Raum für Erkundungen bieten. Das Titelstück sei ein gutes Beispiel, bei dem sich Garabedians Bogen um Curtis’ Linien winde und Sperrazzas Einsatz von Farbe und subtiler Pinselführung einen Hauch geheimnisvoller Wunder erzeuge. „Angular Saxon“ würde noch einen Schritt weitergehen, mit einem intensiveren rhythmischen Vorstoß, der zu einer außergewöhnlichen gemeinschaftlichen Interaktion des Trios führe. Abgesehen von kleinen Fehltritten gebe es jede Menge verlockende Musik zu entdecken, und der ausgeprägte kollaborative Instinkt der Band sei deutlich zu erkennen.